# Octarrhena calceiformis
Octarrhena calceiformis är en orkidéart som först beskrevs av Johannes Jacobus Smith, och fick sitt nu gällande namn av Pieter van Royen. Octarrhena calceiformis ingår i släktet Octarrhena och familjen orkidéer.
Artens utbredningsområde är Papua Nya Guinea. Inga underarter finns listade i Catalogue of Life.